# جامعه باز (روزنامه)
روزنامه جامعه باز نام روزنامهٔ صبح چاپ کابل پایتخت افغانستان است که با صاحب امتیازی محمد اسلم جوادی و مسئولیت جواد سلطانی منتشر می‌شود.

## پیشینه
روزنامه جامعه باز از رسانه‌های پویا در کابل است که توسط محمد اسلم جوادی در سال ۱۳۹۲ خورشیدی تأسیس گردید. این روزنامه در ۲۰۰۰ شماره چاپ و در کابل پخش می‌گردد. جواد سلطانی مدیر مسئول روزنامه جامعه باز، در سرمقاله آغازین این روزنامه، از تساهل و رواداری، کثرت گرایی، حکومت قانون و خِرد انتقادی به عنوان اصول نشراتی این روزنامه یاد کرده و گفته‌است که جامعه باز، نه شهری در قلمرو سخن که تجربه زیستن انسان جدید و جایی برای زندگی است.